# Dynamine decima
Dynamine decima är en fjärilsart som beskrevs av William Chapman Hewitson 1852. Dynamine decima ingår i släktet Dynamine och familjen praktfjärilar. Inga underarter finns listade i Catalogue of Life.